# Oye mujer (canción)
«Oye mujer» es una canción grabada por el cantante mexicano Raymix. La canción fue escrita por el mismo. Fue lanzada en 2015 y se trata del primer sencillo de su primer álbum de estudio Oye mujer. Debutó en el lugar número 1 en las listas del Regional Mexican Airplay del Billboard. Además fue certificada 14× multi-platino por la RIAA, y diamante + 2× platino16 por AMPROFON. En 2018 el sencillo fue relanzado y remezclado a dúo con el cantante colombiano Juanes.

## Video musical
El video musical de «Oye mujer» fue lanzado el 20 de septiembre de 2015, fue producido por Universal Music Latin Entertainment y cuenta con más de 890 millones de reproducciones en Youtube, es además el videoclip con más reproducciones del cantante.

## Listas

### Semanales
| País           | Lista                                   | Mejor posición |
| -------------- | --------------------------------------- | -------------- |
| México         | México Popular Airplay (Billboard)      | 2              |
| México         | México Airplay (Billboard)              | 9              |
| México         | México Pop Español Airplay (Billboard)  | 33             |
| Estados Unidos | US Hot Latín Songs (Billboard)          | 7              |
| Estados Unidos | US Latín Airplay (Billboard)            | 5              |
| Estados Unidos | US Latín Digital Songs (Billboard)      | 7              |
| Estados Unidos | US Latín Streaming Songs (Billboard)    | 8              |
| Estados Unidos | US Regional Mexican Airplay (Billboard) | 1              |
| Estados Unidos | US Tropical Airplay (Billboard)         | 1              |
| Estados Unidos | US Bubbling Under Hot 100 (Billboard)   | 6              |

## Certificaciones
| País           | Organismo certificador | Certificación         | Ref.  |
| -------------- | ---------------------- | --------------------- | ----- |
| México         | AMPROFON               | Diamante + 2× Platino | [ 4 ] |
| Estados Unidos | RIAA                   | 14× Multi-Platino     | [ 3 ] |